# Reprezentacja Gwinei Bissau w piłce nożnej mężczyzn
Reprezentacja Gwinei Bissau w piłce nożnej jest narodową drużyną Gwinei Bissau i jest kontrolowana przez Federację Piłkarską Gwinei Bissau (Federação de Futebol da Guiné-Bissau) założoną w 1974. Od 1986 federacja jest członkiem CAF i FIFA. Trenerem drużyny jest Baciro Cande. Jest to jedna z najsłabszych reprezentacji afrykańskich. Nigdy nie awansowała do finałów Mistrzostw Świata.

## Udział wMistrzostwach Świata
- 1930 – 1974 – Nie brała udziału (była kolonią portugalską)
- 1978 – 1986 – Nie brała udziału (nie była członkiem FIFA)
- 1990 – 1994 – Nie brała udziału
- 1998 – 2022 – Nie zakwalifikowała się.

## Udział wPucharze Narodów Afryki
- 1957 – 1974 – Nie brała udziału (była kolonią portugalską)
- 1976 – 1986 – Nie brała udziału (nie była członkiem CAF)
- 1988 – 1992 – Nie brała udziału
- 1994 – Nie zakwalifikowała się
- 1996 – Wycofała się podczas eliminacji
- 1998 – Zdyskwalifikowana[1]
- 2000 – Nie brała udziału
- 2002 – 2004 – Wycofała się z eliminacji
- 2006 – Nie zakwalifikowała się
- 2008 – Nie brała udziału
- 2010 – 2015 – Nie zakwalifikowała się
- 2017 – Faza grupowa
- 2019 – Faza grupowa
- 2021 – Faza grupowa
- 2023 – Faza grupowa

## Rekordziści

### Najwięcej występów w kadrze
Zaktualizowano na 13 czerwiec 2022
| Miejsce | Zawodnik         | Występy | Gole | Kariera      |
| ------- | ---------------- | ------- | ---- | ------------ |
| 1.      | Jonas Mendes     | 51      | 0    | 2010-obecnie |
| 2.      | Piqueti          | 37      | 7    | 2015-obecnie |
| 3.      | Adelino Lopes    | 36      | 2    | 1994-2001    |
| 4.      | Zézinho          | 34      | 2    | 2010-2019    |
| 5.      | Frédéric Mendy   | 24      | 6    | 2016-obecnie |
| 5.      | Bura Nogueira    | 24      | 1    | 2015-obecnie |
| 7.      | Mamadu Candé     | 23      | 0    | 2010-obecnie |
| 7.      | Sori Mané        | 23      | 0    | 2017-obecnie |
| 9.      | Bacar Baldé      | 22      | 1    | 2010-obecnie |
| 9.      | Juary Soares     | 22      | 1    | 2015-obecnie |
| 9.      | Rudinilson Silva | 22      | 0    | 2014-obecnie |
| 9.      | Jorginho         | 22      | 5    | 2018-obecnie |